# Tylomys mirae
Tylomys mirae és una espècie de mamífer rosegador de la família dels cricètids. Viu a altituds d'entre 50 i 1.100 msnm a l'oest i el centre de Colòmbia i el nord-oest de l'Equador. Es tracta d'un animal arborícola que viu als boscos humits. Està amenaçat per la caça, la desforestació i altres formes de destrucció del seu medi. El seu nom específic, mirae, significa ‘del Mira’ en llatí.